# Secretaría General Técnica del Ministerio de Sanidad
La Secretaría General Técnica es el órgano directivo del Ministerio de Sanidad de España, adscrito a la Subsecretaría, que presta asistencia técnica y jurídica a la persona titular del Ministerio y demás altos cargos del Departamento, así como dirige la gestión de los servicios comunes.

## Historia
La secretaría general técnica de Sanidad se crea por primera vez en enero de 1933, integrada en la Dirección General de Sanidad, el órgano del Ministerio de la Gobernación que asumía las competencias sanitarias. Creada la subsecretaría en septiembre de 1933, este órgano queda bajo su supervisión. En 1937 se creó una segunda secretaría técnica, siendo suprimida la original para evitar duplicidades. Este órgano se encargaba de los registros, del personal sanitario y su habilitación y de las relaciones con la prensa.
Durante el franquismo se volvió a la estructura anterior a la república, con una Dirección General que asumió las competencias sanitarias dentro de Gobernación y que poseía una secretaría técnica.
Con la transición democrática llegó también la recuperación de un departamento ministerial para los asuntos sanitarios, el cual ha tenido desde entonces una secretaría general técnica.

## Estructura actual
La Secretaría General Técnica se divide en los siguientes órganos:
- La Vicesecretaría General Técnica, a la que le corresponden las actuaciones de tramitación y coordinación relativas a la participación del Ministerio en el Consejo de Ministros, las Comisiones Delegadas del Gobierno y la Comisión General de Secretarios de Estado y Subsecretarios, preparando los asuntos que se sometan a la deliberación de estos órganos colegiados, así como el estudio e informe de los asuntos que presenten los restantes departamentos ministeriales ante los órganos colegiados del Gobierno de la Nación, y el seguimiento y coordinación de los procedimientos relativos a las asociaciones de utilidad pública en el ámbito del Departamento
- La Subdirección General de Normativa, a la que le corresponde la coordinación en la elaboración, seguimiento y ejecución del Plan Anual Normativo del Departamento, colabora en la elaboración de legislación que implique al Ministerio y coordina la transposición de normativa europea. También gestiona la publicación de normativa en el «Boletín Oficial del Estado».
- La Subdirección General de Recursos y Relaciones con la Administración de Justicia, a la que le corresponde las relaciones con los juzgados y tribunales de justicia, así como la instrucción y propuesta de resolución en los recursos administrativos interpuestos contra los actos y disposiciones del Departamento y de sus organismos.
- La Subdirección General de Relaciones Internacionales y Publicaciones, a la que le corresponde las competencias de carácter editorial, documental, archivístico y bibliotecario del Departamento, así como la coordinación de las relaciones y asuntos de carácter internacional.

La Secretaría General Técnica, como responsable de la cooperación al desarrollo en materias propias del Departamento, actúa como órgano de coordinación y relación del Ministerio, con la fundación del sector público, Fundación Española para la Cooperación Internacional, Salud y Política Social.

## Secretarios generales técnicos

### República y franquismo
Los datos sobre las personas que ocuparon la titularidad de este órgano durante la república y el franquismo son escasos:
- José Estellés Salarich (1933-1936)
- Demetrio Mas Navarro (junio-diciembre 1937)
- Emilio Begani Validecabra (1937)
- Benigno García Castrillo (1941-1946)
- Eustaquio González Muñoz (1946-1949)
- Aurelio Boned Merchán (1949-1956)
- José Sierra Inestal (1956-1964)
- Luis Nájera Angulo (1964-1971)
- Gerardo Clavero González (1971-?)

### Democracia actual
- Francisco Javier Ruiz de Assin y Chico de Guzmán (marzo-diciembre 1981)
- Miguel Marañón Barrio (1981-1982)
- Antonio Julve Benedicto (septiembre-diciembre de 1982)
- Juan Pelegrí y Girón (1982-1984)
- Josep Artigas Candela (1984-1985)
- Diego Chacón Ortiz (1985-1992)
- Santiago Felipe Mendioroz Echeverría (marzo-julio de 1992)
- Encarnación Cazorla Aparicio (1992-1993)
- José María Roche Márquez (1993-1995)
- Diego José Martínez Martín (1995-1996)
- Pedro Gómez Aguerre (1996-2002)
- Juan Antonio Puigserver Martínez (2002-2004)
- José Ignacio Vega Labella (2004-2006)
- Ana Bosch Jiménez (2006-2009)
- Luis Pedro Villameriel Presencio (2009-2012)
- Sergio Caravajal Álvarez (2012-2018)
- Carlos Hernández Claverie (2018-2020)[5]
- Ignacio de Loyola de Domingo Valenzuela (2020-2021)[6]
- Mónica Fernández Muñoz (2021-2023)[7]
- Laura Manzano Palomo (2023-2024)[8]
- Jacobo Fernández Álvarez (2024-presente)[9]